# Juan Pablo Montes
Juan Pablo Montes Montes (Sulaco, 1985. október 26. –) hondurasi válogatott labdarúgó, jelenleg a CD Motagua játékosa.

## Fordítás
- Ez a szócikk részben vagy egészben  a   Juan Pablo Montes című angol Wikipédia-szócikk fordításán alapul.  Az eredeti cikk szerkesztőit annak laptörténete sorolja fel. Ez a jelzés csupán a megfogalmazás eredetét és a szerzői jogokat jelzi, nem szolgál a cikkben szereplő információk forrásmegjelöléseként.